# 北海道道962号愛国停車場古舞線
北海道道962号愛国停車場古舞線（ほっかいどうどう962ごう あいこくていしゃじょうふるまいせん）は、北海道帯広市と中川郡幕別町を結ぶ一般道道である。

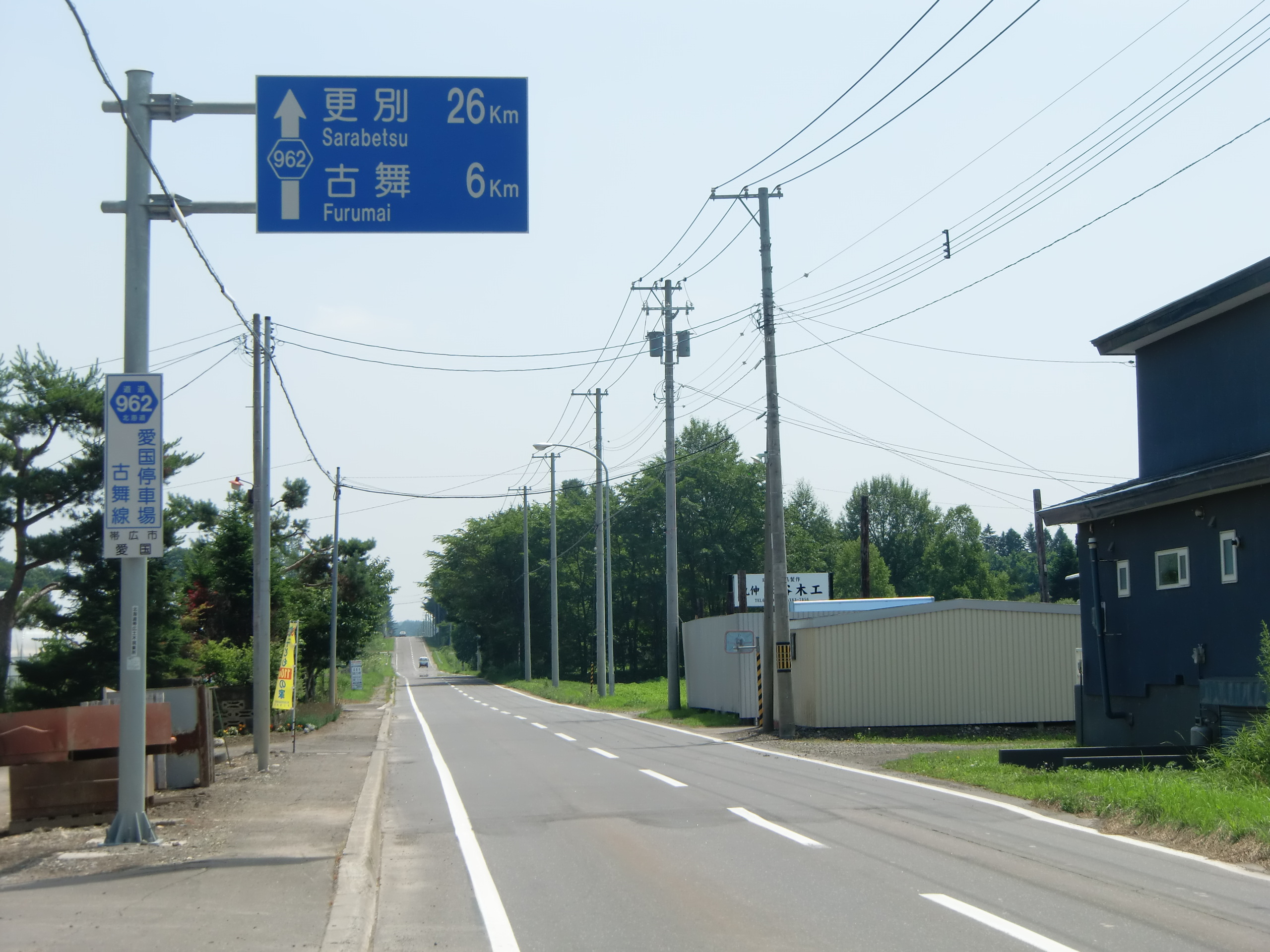
帯広市愛国（2011年7月撮影）

## 概要

### 路線データ
- 起点：北海道帯広市愛国町基線（旧国鉄広尾線愛国駅）
- 終点：北海道中川郡幕別町古舞（北海道道238号更別幕別線交点）
- 総距離：2.2 km

## 歴史
- 1978年（昭和53年）5月6日 - 路線認定[1]。

## 地理

### 通過する自治体
- 十勝総合振興局
  - 帯広市
  - 中川郡幕別町

### 主な接続道路
帯広市
- 北海道道595号愛国停車場線 - 愛国町基線（起点）（重複）
- 国道236号 - 愛国町基線

幕別町
- 北海道道238号更別幕別線 - 古舞（終点）